# Anton Schrötter von Kristelli

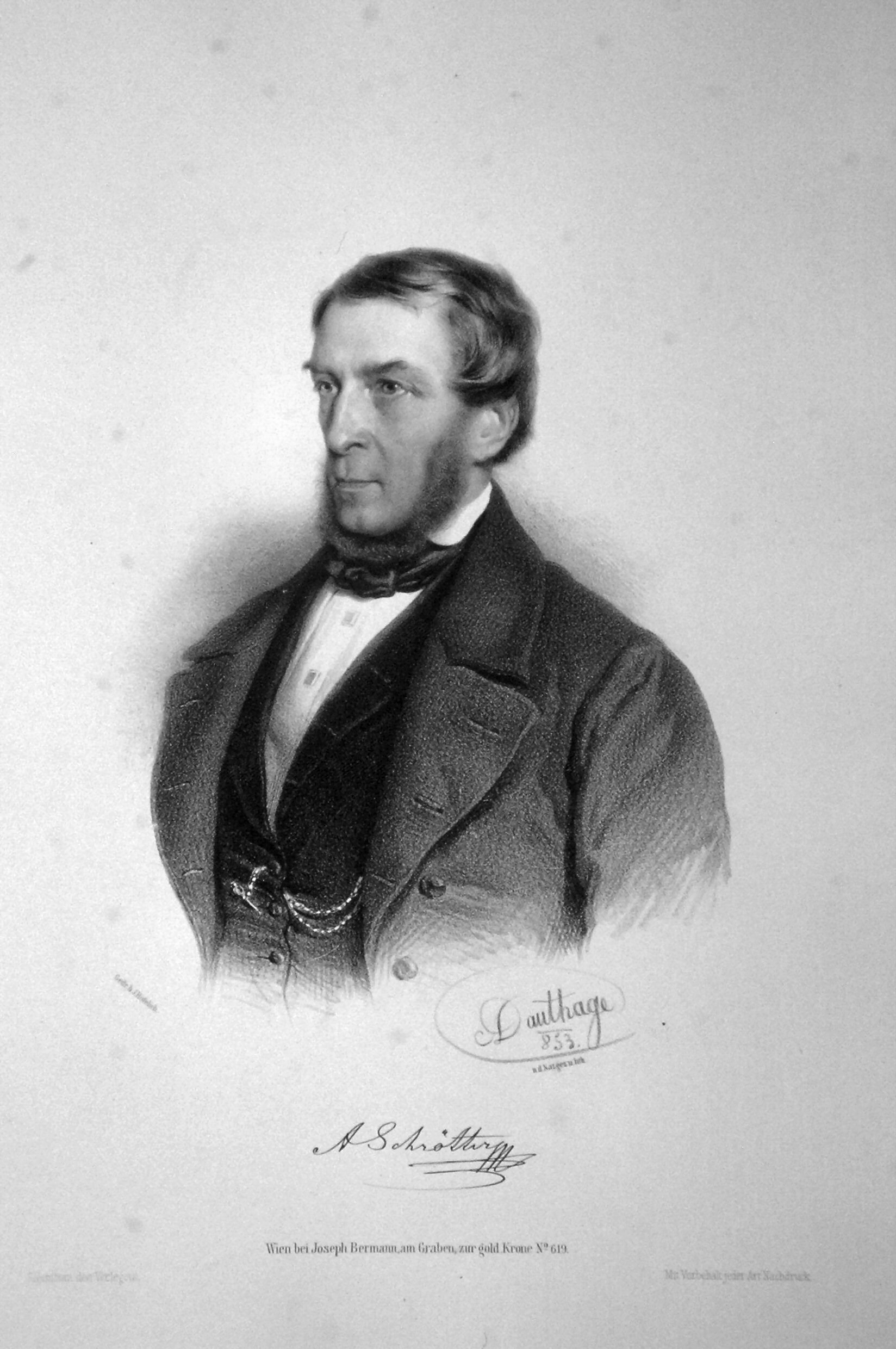
Anton Schrötter von Kristelli.

Anton Konrad Friedrich Dismas Schrötter, Ritter von Kristelli, född 26 november 1802 i Olmütz, död 15 april 1875 i Wien, var en österrikisk kemist och mineralog. Han var far till Leopold Schrötter.
Schrötter blev 1845 professor i kemi och fysik vid Polytechnikum i Wien samt 1868 direktor för myntverket där. Han var generalsekreterare från 1850 till sin död vid Vetenskapsakademien i Wien, om vars inrättande han inlagt stor förtjänst. År 1857 blev han adlad. Schrötter är känd som upptäckaren av den amorfa fosforn.